# Échouement de l'USS Missouri

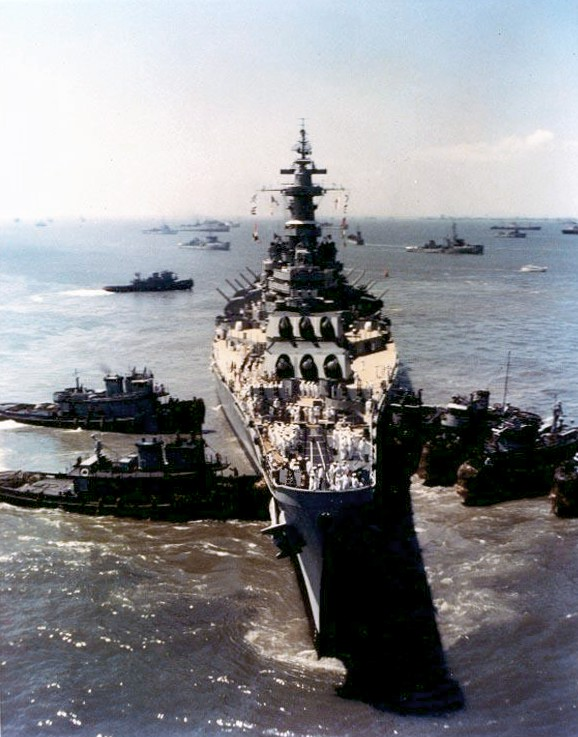
Les remorqueurs entourent le Missouri dans une tentative de le libérer le 21 janvier 1950.

L'échouement de l'USS Missouri est un incident qui s'est déroulé le 17 janvier 1950, lorsque le cuirassé USS Missouri (BB-63) s'échoue alors qu'il navigue dans la baie de Chesapeake. Si aucune victime n'est à déplorer lors de l'incident, le cuirassé reste coincé pendant plus de deux semaines avant d'être libéré du sable. Les dommages subis par le navire l'ont obligé à rentrer au port en cale sèche pour des réparations.
Un tribunal maritime chargé de mener l'enquête est convoqué pour déterminer les faits entourant cet incident. En fin de compte, le capitaine William D. Brown et une poignée d'autres officiers sont reconnus coupables de négligence pour leur rôle dans cet incident. Cette affaire a mis fin à la carrière du capitaine Brown. Après avoir subi des réparations, le Missouri est réintégré dans le service actif et sert dans la guerre de Corée.